# Kasanga
Kasanga, conocida como Bismarckburgo durante el dominio colonial alemán, es una ciudad en la región de Rukwa, Tanzania. Se encuentra a orillas del lago Tanganica, a 810 m sobre el nivel del mar.

## Historia
Una estación de investigación, cuyas ruinas son visibles aún, fue fundada en 1888 durante el período colonial alemán por el explorador Ludwig Wolf y la Compañía Alemana de África Oriental. El asentamiento recibió su nombre de Otto von Bismarck.[cita requerida]. En 1893 Anton Reichenow publicó Die Vogelfauna Der Umgegend von Bismarckburg (en alemán, La fauna de aves de la región de Bismarckburgo) en Berlín, una importante fuente de información sobre la avifauna en el área durante este período. La carta de la estación de investigación fue derogada en 1894 durante las reformas administrativas y el régimen colonial alemán estableció un sistema educativo de primer nivel en el área. Según el Deutsches Kolonial-Lexikon de 1920, la ciudad fue durante mucho tiempo la sede del distrito militar regional. El 1 de abril de 1913 se convirtió en la sede de la oficina de distrito. El pequeño puerto de la ciudad (ahora conocido como Kala) se conocía anteriormente como Wissmannhafen. Hermann von Wissmann, el primer comisionado y gobernador de la colonia alemana; daba servicio a pequeños vapores en el lago Tanganica. En 1913 había aproximadamente 3900 habitantes.
Durante 1914-1915, la ciudad fue el lugar de un incidente menor en la Campaña de África Oriental durante la Primera Guerra Mundial. En septiembre de 1914, una pequeña unidad militar alemana había cruzado la frontera hacia la Rhodesia del Norte británica y atacó Abercorn. Una flotilla británica, compuesta por Mimi, Toutou, HMS Fifi y Vengeur se organizó en el lago Tanganica para apoyar a las fuerzas terrestres del ejército británico que marchaban hacia el norte desde Rodesia del Norte en mayo. El 5 de junio de 1915 llegó la flotilla frente a Bismarckburgo. Al encontrar el puerto defendido por un fuerte alemán, el teniente comandante Geoffrey Spicer-Simson decidió no atacar y se retiró a Kituta. Esto permitió al Ejército Imperial Alemán escapar en una flota de dhows, acto que provocó la ira del comandante del ejército, el teniente coronel Murray. El ejército británico y la fuerza expedicionaria naval entraron en Bismarckburgo el 8 de junio, donde Spicer-Simson fue amonestado al enterarse de que los cañones del fuerte eran en realidad maniquíes de madera. En 1918, el general alemán Paul Emil von Lettow-Vorbeck y su notable ejército Schutztruppe de Askaris se rindieron cerca de Abercorn.
Después de 1920, el régimen del Mandato Británico del Territorio de Tanganica eliminó el nombre alemán de la ciudad y lo cambió a Kasanga. En 2008 se anunció una importante renovación de inversiones en las instalaciones portuarias, con la esperanza de aprovechar las oportunidades comerciales con los vecinos Congo y Zambia.

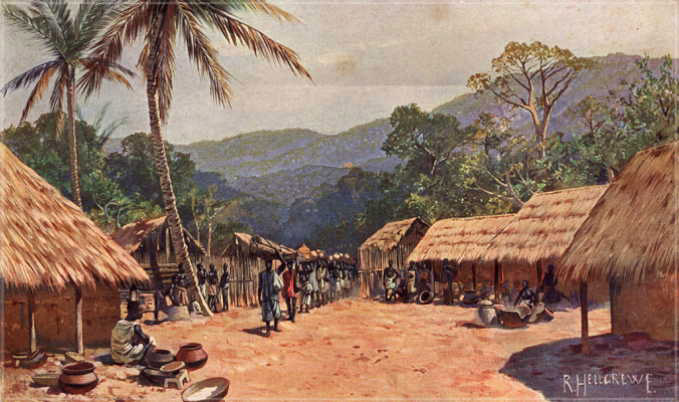
Pueblo cerca de Bismarckburg (África Oriental Alemana) durante la época colonial (pintura de Rudolf Hellgrewe)

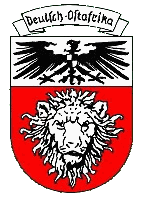
Escudo de armas del África Oriental Alemana

## Transporte
En 2014, se propuso un ramal del ferrocarril a Kasanga. Esta línea conectaría con la intención de conectar con la línea Tanzam dando acceso a Dar es Salaam.